# پاسائیک (نیوجرسی)
پاسائیک (به انگلیسی: Passaic) شهری در ایالت نیوجرسی کشور ایالات متحده آمریکا است که جمعیت آن در سرشماری سال ۲۰۱۰ میلادی، ۶۹٬۷۸۱ نفر بوده‌است.